# Dan Brown
Dan Brown (født 22. juni 1964 i New Hampshire, USA) er en amerikansk forfatter af detektiv-thrillere.
Hans bog Da Vinci Mysteriet fra 2003 er blevet en af de seneste års bedst sælgende bøger både i Danmark og på verdensplan, hvor den indtil videre har solgt over 80 mio. eksemplarer.
Han dimitterede fra Phillips Exeter Academy, hvor hans far var matematiklærer. Herefter indskrev han sig på Amherst College, hvor han var medlem af Psi Upsilon Fraternity. Han dimitterede i 1986. Før han blev fuldtids forfatter, underviste han i engelsk på Phillips Exeter og på Lincoln Akerman School i Hampton Falls. Han bor for tiden i Rye, New Hampshire. Blythe, hans kone, er kunsthistoriker og maler, og hendes indflydelse er tydelig i både hans bestseller-roman, Da Vinci Mysteriet samt dennes forgænger, Engle og Dæmoner. Brown interesserer sig for kryptografi, nøgler og koder, som er tilbagevendende temaer i hans værker.
Hans bog, Det Forsvundne Tegn, blev udgivet på dansk den 16. november 2009.
Dan Browns seneste bog, Inferno udkom den 14. maj 2013.

## Kritik
Ved en tale i Kansas den 7. oktober 2005, udtrykte forfatteren Salman Rushdie en negativ opfattelse af Dan Browns Da Vinci Mysteriet, han udtalte: "Do not start me on The Da Vinci Code .. a novel so bad, that it gives bad novels a bad name." Rushdie udtalte ligeledes, med et glimt i øjet, "Even Dan Brown must live. Preferably not write, but live," med en klar hentydning til de dødstrusler Rushdie modtog efter udgivelsen af sine bøger omhandlende Islam.
For kritik af de enkelte værker, henvises til artiklerne for disse værker.

### Planlagte
- 2019 – Justice
- 2023 – Renaissance